# جيل سادس (شبكات اتصال)
في مجال الاتصالات عن بعد، سيكون الجيل السادس (بالإنجليزية: 6th Generation)‏ أو اختصارًا (6G)، هو معيار الجيل السادس لتقنيات الاتصالات اللاسلكية التي تدعم شبكات البيانات الخلوية. إنه الخلف المخطط له للجيل الخامس ومن المرجح أن يكون أسرع بشكل ملحوظ، بسرعات تصل إلى 95 جيجابت / ثانية. مثل سابقاتها، ستكون شبكات الجيل السادس عبارة عن شبكات خلوية عريضة النطاق، حيث يتم تقسيم منطقة الخدمة إلى مناطق جغرافية صغيرة تسمى الخلايا. أبدت العديد من الشركات (مثل نوكيا وسامسونج وإل جي وأبل) اهتمامًا بالجيل السادس. كما ورد أن الصين وكوريا الجنوبية واليابان لديهم اهتمام أيضًا. من المرجح أن تصبح تقنية الجيل السادس متاحة تجارياً في ثلاثينيات القرن الحالي.